# 次登扎西
次登扎西（藏語：ཚེ་བརྟན་བཀྲ་ཤིས，威利转写：tshe brtan bkra shis，1912年—1972年9月27日），男，藏族，锡金王国植物学家和摄影师。

## 生平
次登扎西于1912年出生在锡金王国首都甘托克；1963年担任锡金国王塔希·纳姆加尔的大臣；他曾于1951年在西藏江孜为十四世达赖喇嘛摄影；他曾于8月至9月，中华人民共和国中央委员会代表张经武将军抵达拉萨之前，受到印度驻拉萨使团的接待。